# Переяславська
Перея́славське — проміжна залізнична станція 4-го класу на електрифікованій лінії Київ — Полтава між зупинними пунктами Хмельовик (5,4 км) та Засупоївка (2,4 км). Розташована в селі Переяславське Бориспільського району Київської області.

## Історія
Станція відкрита у 1901 році під час будівництва залізниці Київ — Полтава. Збереглася стара вокзальна будівля.
У 1973 році станція електрифікована змінним струмом (~25 кВ) в складі дільниці Баришівка — Яготин.

## Пасажирське сполучення
На станції Переяславська зупиняються приміські електропоїзди сполученням Яготинського напрямку.